# Persone di nome Ferruccio
| Questa pagina contiene informazioni ricavate automaticamente dalle voci biografiche con l'ausilio del template Bio e di un bot. L'aggiornamento è periodico e automatico e ricostruisce completamente la pagina. Se manca una persona in questa lista, sei pregato di non aggiungerla, ma accertati piuttosto che la sua voce biografica contenga il template Bio e che i dati anagrafici siano correttamente compilati. Se il template Bio manca, inseriscilo tu stesso o, in alternativa, metti l'avviso {{tmp\|Bio}} che ne segnala la mancanza. Se i dati riportati sono sbagliati, correggi direttamente la voce biografica; le modifiche saranno visibili in questa lista entro pochi giorni. Per chiarimenti vedi il progetto antroponimi. La lista contiene solo le 143 persone che sono citate nell'enciclopedia e per le quali è stato implementato correttamente il template Bio. Pagina aggiornata al 6 ago 2025. |

Questa è una lista di persone presenti nell'enciclopedia che hanno il nome Ferruccio, suddivise per attività principale.

## Allenatori di calcio(2)
- Ferruccio Mariani, allenatore di calcio e ex calciatore italiano (Roma, n. 1961)
- Ferruccio Pallotta, allenatore di calcio italiano

## Antifascisti(2)
- Ferruccio Magnani, antifascista e partigiano italiano (Bologna, n. 1909 - Bologna, † 1944)
- Ferruccio Teglio, antifascista italiano (Modena, n. 1883 - Modena, † 1956)

## Arbitri di calcio(2)
- Ferruccio Bellè, arbitro di calcio italiano (Lancenigo, n. 1909 - Borgo Val di Taro, † 1969)
- Ferruccio Bonivento, arbitro di calcio italiano (Artegna, n. 1906 - Venezia, † 1991)

## Archeologi(1)
- Ferruccio Barreca, archeologo italiano (Roma, n. 1923 - Cagliari, † 1986)

## Architetti(1)
- Ferruccio Chemello, architetto italiano (Sestri Levante, n. 1862 - Montecchio Maggiore, † 1943)

## Arcieri(1)
- Ferruccio Berti, arciere italiano (Torino, n. 1953)

## Artisti(1)
- Ferruccio Bortoluzzi, artista italiano (Venezia, n. 1920 - Venezia, † 2007)

## Attivisti(2)
- Ferruccio Castellano, attivista italiano (Torre Pellice, n. 1946 - Torino, † 1983)
- Ferruccio Ghinaglia, attivista italiano (Casalbuttano ed Uniti, n. 1899 - Pavia, † 1921)

## Attori(7)
- Ferruccio Amendola, attore, doppiatore e direttore del doppiaggio italiano (Torino, n. 1930 - Roma, † 2001)
- Ferruccio Biancini, attore, regista e sceneggiatore italiano (Pomponesco, n. 1890 - Roma, † 1955)
- Ferruccio Casacci, attore e regista italiano (Torino, n. 1934 - Torino, † 2011)
- Ferruccio Castronuovo, attore, regista e cantante italiano (Roma, n. 1940 - Vico del Gargano, † 2022)
- Ferruccio De Ceresa, attore italiano (Genova, n. 1922 - Roma, † 1993)
- Ferruccio Garavaglia, attore italiano (San Zenone al Po, n. 1868 - Napoli, † 1912)
- Ferruccio Soleri, attore, drammaturgo e regista teatrale italiano (Firenze, n. 1929)

## Attori teatrali(1)
- Ferruccio Benini, attore teatrale italiano (Genova, n. 1854 - Roma, † 1916)

## Aviatori(1)
- Ferruccio Guicciardi, aviatore italiano (Modena, n. 1895 - Cali, † 1947)

## Avvocati(1)
- Ferruccio Pelli, avvocato, notaio e politico svizzero (Lugano, n. 1916 - † 1995)

## Baritoni(1)
- Ferruccio Corradetti, baritono italiano (San Severino Marche, n. 1867 - New York, † 1939)

## Bassi(1)
- Ferruccio Furlanetto, basso italiano (Sacile, n. 1949)

## Bobbisti(1)
- Ferruccio Dalla Torre, bobbista italiano (San Candido, n. 1931 - Pontassieve, † 1987)

## Calciatori(16)
- Ferruccio Achilli, calciatore italiano (Milano, n. 1925 - Milano, † 1990)
- Ferruccio Azzarini, calciatore e allenatore di calcio italiano (Varese, n. 1924 - Verbania, † 2005)
- Ferruccio Bedendo, calciatore italiano (Rovigo, n. 1906)
- Ferruccio Bimbi, calciatore italiano (Forcoli, n. 1933 - Pontedera, † 2014)
- Ferruccio Caceffo, ex calciatore italiano (Ca' di David, n. 1935)
- Ferruccio Campagnolo, ex calciatore italiano (Gorizia, n. 1954)
- Ferruccio Diena, calciatore italiano (Torino, n. 1912 - † 1996)
- Ferruccio Francia, calciatore italiano
- Ferruccio Ghidini, calciatore e allenatore di calcio italiano (Milano, n. 1912 - Segrate, † 1994)
- Ferruccio Maranesi, calciatore italiano (Milano, n. 1908)
- Ferruccio Mazzola, calciatore, allenatore di calcio e dirigente sportivo italiano (Torino, n. 1945 - Roma, † 2013)
- Ferruccio Ratti, calciatore italiano (Legnano, n. 1913)
- Ferruccio Santamaria, calciatore italiano (Maddaloni, n. 1926 - Castellammare del Golfo)
- Ferruccio Taino, calciatore italiano
- Ferruccio Valcareggi, calciatore e allenatore di calcio italiano (Trieste, n. 1919 - Firenze, † 2005)
- Ferruccio Valeriani, calciatore italiano (Reggio Emilia, n. 1909)

## Cantanti(1)
- Teddy Reno, cantante, produttore discografico e attore italiano (Trieste, n. 1926)

## Ceramisti(2)
- Ferruccio Mengaroni, ceramista italiano (Pesaro, n. 1875 - Monza, † 1925)
- Ferruccio Pasqui, ceramista, illustratore e decoratore italiano (Rapolano Terme, n. 1886 - Firenze, † 1958)

## Cestisti(1)
- Ferruccio Biasucci, ex cestista francese (n. 1942)

## Ciclisti su strada(1)
- Ferruccio Manza, ex ciclista su strada italiano (Cortine di Nave, n. 1943)

## Compositori(1)
- Ferruccio Martinelli, compositore e arrangiatore italiano (Brescia, n. 1908 - Milano, † 1989)

## Contrabbassisti(1)
- Ferruccio Spinetti, contrabbassista e compositore italiano (Caserta, n. 1970)

## Critici letterari(1)
- Ferruccio Ulivi, critico letterario e scrittore italiano (Borgo San Lorenzo, n. 1912 - Roma, † 2002)

## Direttori d'orchestra(3)
- Ferruccio Burco, direttore d'orchestra italiano (Milano, n. 1939 - Ostuni, † 1965)
- Ferrucio Calusio, direttore d'orchestra argentino (n. 1890 - Buenos Aires, † 1983)
- Ferruccio Scaglia, direttore d'orchestra italiano (Torino, n. 1921 - Roma, † 1979)

## Fantini(1)
- Ferruccio Funghi, fantino italiano (Manciano, n. 1901 - Casatenovo, † 1973)

## Filosofi(1)
- Ferruccio Rossi-Landi, filosofo e semiologo italiano (Milano, n. 1921 - Trieste, † 1985)

## Fisici(1)
- Ferruccio Mosetti, fisico e oceanografo italiano (Trieste, n. 1929 - Trieste, † 1992)

## Fotografi(3)
- Ferruccio Demanins, fotografo italiano (Trieste, n. 1903 - Trieste, † 1944)
- Ferruccio Ferroni, fotografo italiano (Mercatello sul Metauro, n. 1920 - Senigallia, † 2007)
- Ferruccio Malandrini, fotografo italiano (Colle di Val d'Elsa, n. 1930)

## Fumettisti(2)
- Ferruccio Alessandri, fumettista, grafico e traduttore italiano (Ancona, n. 1935)
- Ferruccio Giromini, fumettista italiano (Genova, n. 1954)

## Generali(3)
- Ferruccio Brandi, generale italiano (Trieste, n. 1920 - Bolzano, † 2014)
- Ferruccio Ranza, generale e aviatore italiano (Fiorenzuola d'Arda, n. 1892 - Bologna, † 1973)
- Ferruccio Trombi, generale italiano (Modena, n. 1858 - Oslavia, † 1915)

## Germanisti(1)
- Ferruccio Masini, germanista, critico letterario e traduttore italiano (Firenze, n. 1928 - Firenze, † 1988)

## Giornalisti(4)
- Ferruccio Macola, giornalista e politico italiano (Camposampiero, n. 1861 - Merate, † 1910)
- Ferruccio Pinotti, giornalista e saggista italiano (Padova, n. 1959)
- Ferruccio Sansa, giornalista e politico italiano (Savona, n. 1968)
- Ferruccio de Bortoli, giornalista e saggista italiano (Milano, n. 1953)

## Giuristi(1)
- Ferruccio Pergolesi, giurista italiano (Osimo, n. 1899 - Osimo, † 1974)

## Hockeisti su pista(1)
- Ferruccio Panagini, hockeista su pista e allenatore di hockey su pista italiano (Novara, n. 1929 - Novara, † 2010)

## Imprenditori(4)
- Ferruccio Ferragamo, imprenditore e dirigente d'azienda italiano (Fiesole, n. 1945)
- Ferruccio Lamborghini, imprenditore italiano (Renazzo, n. 1916 - Panicarola, † 1993)
- Ferruccio Novo, imprenditore, dirigente sportivo e calciatore italiano (Torino, n. 1897 - Andora, † 1974)
- Ferruccio Vivanti, imprenditore italiano (Mantova, n. 1851 - New York, † 1906)

## Ingegneri(2)
- Ferruccio Hellmann, ingegnere e dirigente sportivo italiano (Lovolo di Albettone, n. 1899 - Padova, † 1979)
- Ferruccio Resta, ingegnere italiano (Bergamo, n. 1968)

## Intagliatori(1)
- Ferruccio Vannoni, intagliatore, restauratore e pittore italiano (Siena, n. 1881 - Siena, † 1965)

## Latinisti(1)
- Ferruccio Calonghi, latinista e lessicografo italiano (Cremona, n. 1866 - Genova, † 1945)

## Liutai(1)
- Ferruccio Varagnolo, liutaio italiano (Padova, n. 1880 - Milano, † 1916)

## Medici(4)
- Ferruccio Antonelli, medico e psichiatra italiano (Sant'Elpidio a Mare, n. 1927 - Roma, † 2000)
- Ferruccio Fazio, medico e politico italiano (Garessio, n. 1944)
- Ferruccio Galmozzi, medico e politico italiano (Castello di Annone, n. 1889 - Bergamo, † 1974)
- Ferruccio Tartuferi, medico italiano (Fabriano, n. 1852 - † 1925)

## Mezzofondisti(1)
- Ferruccio Bruni, mezzofondista italiano (Camisano Vicentino, n. 1899 - Santa Fe, † 1971)

## Militari(18)
- Ferruccio Anitori, militare e politico italiano (San Ginesio, n. 1886)
- Ferruccio Battisti, militare italiano (Trento, n. 1912 - Campagna italiana di Grecia, † 1941)
- Ferruccio Bonapace, militare italiano (Montecchio Maggiore, n. 1893 - Malì Scindeli, † 1941)
- Ferruccio Cableri, militare italiano (Trieste, n. 1907 - Golfo dell'Asinara, † 1943)
- Ferruccio Capuzzo, militare e aviatore italiano (Sambughè, n. 1892 - Egitto, † 1925)
- Ferruccio Caressa, militare, etnologo e scrittore italiano (n. 1877)
- Ferruccio Dardi, militare italiano (Trieste, n. 1912 - El Qattara, † 1942)
- Ferruccio Ferrari, militare italiano (Boves, n. 1917 - Pinerolo, † 1940)
- Ferruccio di Magonza, militare romano (Magonza)
- Ferruccio Marzari, militare e aviatore italiano (Brendola, n. 1894 - Malpensa, † 1921)
- Ferruccio Pizzigoni, militare italiano (Milano, n. 1919 - Lero, † 1943)
- Ferruccio Serafini, militare e aviatore italiano (Falcade, n. 1920 - Macchiareddu, † 1943)
- Ferruccio Corradino Squarcia, militare, calciatore e giornalista italiano (Santa Vittoria in Matenano, n. 1910 - El Cogul, † 1938)
- Ferruccio Stefenelli, militare e diplomatico italiano (Trento, n. 1898 - Mezzolombardo, † 1980)
- Ferruccio Antonio Talentino, militare italiano (Madrid, n. 1896 - Monte Busa Alta, † 1916)
- Ferruccio Tempesti, militare italiano (Pisa, n. 1912 - Leopoli, † 1943)
- Ferruccio Vignoli, militare e aviatore italiano (Bologna, n. 1906 - Torino, † 1997)
- Ferruccio Vosilla, militare e aviatore italiano (Trieste, n. 1905 - Roma, † 1975)

## Mineralogisti(1)
- Ferruccio Zambonini, mineralogista italiano (Roma, n. 1880 - Napoli, † 1932)

## Organisti(1)
- Ferruccio Vignanelli, organista italiano (Civitavecchia, n. 1903 - Roma, † 1988)

## Partigiani(1)
- Ferruccio Valobra, partigiano e antifascista italiano (Torino, n. 1898 - Torino, † 1944)

## Piloti motociclistici(1)
- Ferruccio Lamborghini, pilota motociclistico e imprenditore italiano (Bologna, n. 1991)

## Pittori(7)
- Ferruccio Bolognesi, pittore, scultore e partigiano italiano (Mantova, n. 1924 - Mantova, † 2001)
- Ferruccio Ferrazzi, pittore e scultore italiano (Roma, n. 1891 - Roma, † 1978)
- Ferruccio Manganelli, pittore italiano (Colle di Val d'Elsa, n. 1883 - Colle di Val d'Elsa, † 1968)
- Ferruccio Morandini, pittore, incisore e designer italiano (Martignacco, n. 1903 - Torre del Greco, † 1972)
- Ferruccio Pagni, pittore italiano (Livorno, n. 1866 - Torre del Lago, † 1935)
- Ferruccio Rontini, pittore italiano (Firenze, n. 1893 - Livorno, † 1964)
- Ferruccio Scattola, pittore italiano (Venezia, n. 1873 - Roma, † 1950)

## Poeti(3)
- Ferruccio Benzoni, poeta italiano (Cesenatico, n. 1949 - Cesena, † 1997)
- Ferruccio Brugnaro, poeta italiano (Mestre, n. 1936)
- Ferruccio Jakomin, poeta italiano (Pobeghi, n. 1930 - Trieste, † 1958)

## Politici(9)
- Ferruccio Bernardini, politico italiano (Arezzo, n. 1866 - Arezzo)
- Ferruccio Bernardis, politico italiano (Veglia, n. 1906 - Gorizia, † 1993)
- Ferruccio Biagini, politico, partigiano e sindacalista italiano (Pistoia, n. 1925 - Pistoia, † 2014)
- Ferruccio De Lorenzo, politico e medico italiano (Limpidi, n. 1904 - † 2002)
- Ferruccio De Michieli Vitturi, politico italiano (Spalato, n. 1923 - Roma, † 1984)
- Ferruccio Lantini, politico italiano (Desio, n. 1886 - Roma, † 1958)
- Ferruccio Parri, politico e partigiano italiano (Pinerolo, n. 1890 - Roma, † 1981)
- Ferruccio Pisoni, politico italiano (Calavino, n. 1936 - † 2020)
- Ferruccio Piva, politico e medico sammarinese (San Marino, n. 1923 - San Marino, † 2008)

## Psicologi(1)
- Ferruccio Banissoni, psicologo italiano (Trieste, n. 1888 - Roma, † 1952)

## Registi(1)
- Ferruccio Cerio, regista e sceneggiatore italiano (Savona, n. 1901 - Savona, † 1963)

## Rugbisti a 15(1)
- Ferruccio Tozzi, ex rugbista a 15 e allenatore di rugby a 15 italiano (Latina, n. 1960)

## Santi(1)
- Ferruccio di Besançon, santo e presbitero (Besançon, † 212)

## Scacchisti(1)
- Ferruccio Castiglioni, scacchista italiano (Milano, n. 1921 - † 1971)

## Scrittori(4)
- Ferruccio Cainero, scrittore italiano (Udine, n. 1953)
- Ferruccio Centonze, scrittore, giornalista e drammaturgo italiano (Castelvetrano, n. 1917 - Castelvetrano, † 2004)
- Ferruccio Fölkel, scrittore, poeta e curatore editoriale italiano (Trieste, n. 1921 - Grado, † 2002)
- Ferruccio Parazzoli, scrittore e curatore editoriale italiano (Roma, n. 1935)

## Scultori(1)
- Ferruccio Vecchi, scultore e militare italiano (Sant'Alberto, n. 1894 - Castelfranco Emilia, † 1960)

## Sindacalisti(1)
- Ferruccio Danini, sindacalista e politico italiano (Novara, n. 1944)

## Storici(3)
- Ferruccio Botti, storico italiano (Alseno, n. 1935 - Parma, † 2008)
- Ferruccio Marotti, storico italiano (Trieste, n. 1939)
- Ferruccio Quintavalle, storico italiano (Mantova, n. 1863 - Milano, † 1953)

## Telecronisti sportivi(1)
- Ferruccio Gard, telecronista sportivo e pittore italiano (Vestignè, n. 1940)

## Tennisti(1)
- Ferruccio Quintavalle, tennista e imprenditore italiano (Milano, n. 1914 - Somma Lombardo, † 1998)

## Tenori(2)
- Ferruccio Giannini, tenore italiano (Barga, n. 1868 - Filadelfia, † 1948)
- Ferruccio Tagliavini, tenore e attore italiano (Reggio Emilia, n. 1913 - Reggio Emilia, † 1995)